# 泊站 (富山縣)
泊站（日语：／ Tomari eki */?）是隸屬於愛之風富山鐵道的鐵路車站，車站編號為20，座落於富山縣下新川郡朝日町，是朝日町的中心車站，也是現時大部份上、下行的區間車的終點站。
在JR西日本管理的時代，本站已是作為區間車總站，但1天只有7班次，且只限來往金澤站、富山站與本站，早上3班，黃昏至晚上4班，但當2015年3月14日起隨北陸新幹線開業而轉交由愛之風富山鐵道經營時，絕大部份原本直通至直江津站的列車均被分拆為2段獨立路線，並以本站作為轉線站，這改動令原來富山縣～新潟縣西部間的交通帶來了不便。

## 車站結構

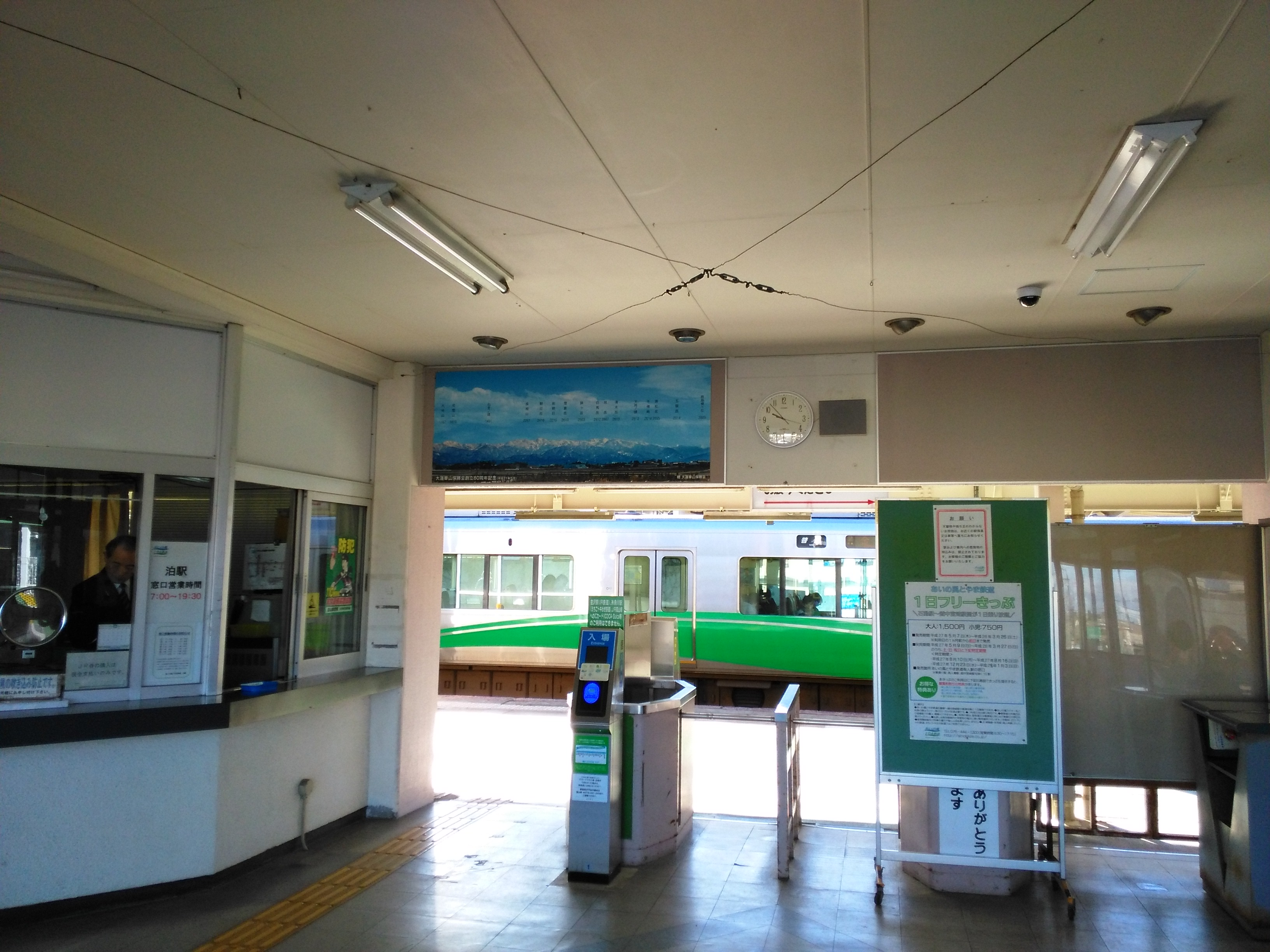
裝有對應ICOCA入閘機的驗票及站務室（2015年12月）。

建有單層水泥平頂站舍1座，車站建築於小山丘的頂部，再附以基台之上，左側加裝了彎型的無障礙斜道。中央為車站入口及人手閘口；左側為附設綠窗口的售票櫃位、自動售票機及站務室；右側為候車大堂及小賣亭。另外最右側為洗手間，需要從站外進入。
因應車站功能上的轉變，除了更換新的站牌外，朝日町役所更為車站換上新面貌，在正門的玻璃幕上貼上花海背景的的裝飾貼紙，並且以兩間鐵路的名稱，各取部份而拼合成為新口號（愛的心跳/心動的相遇），並以此作為最新推廣朝日町的文宣主題，並以兩架列車於同一個月台相遇的點子（日语：出会い），希望將車站打造成為男女結綠及情侶約會的新地標。

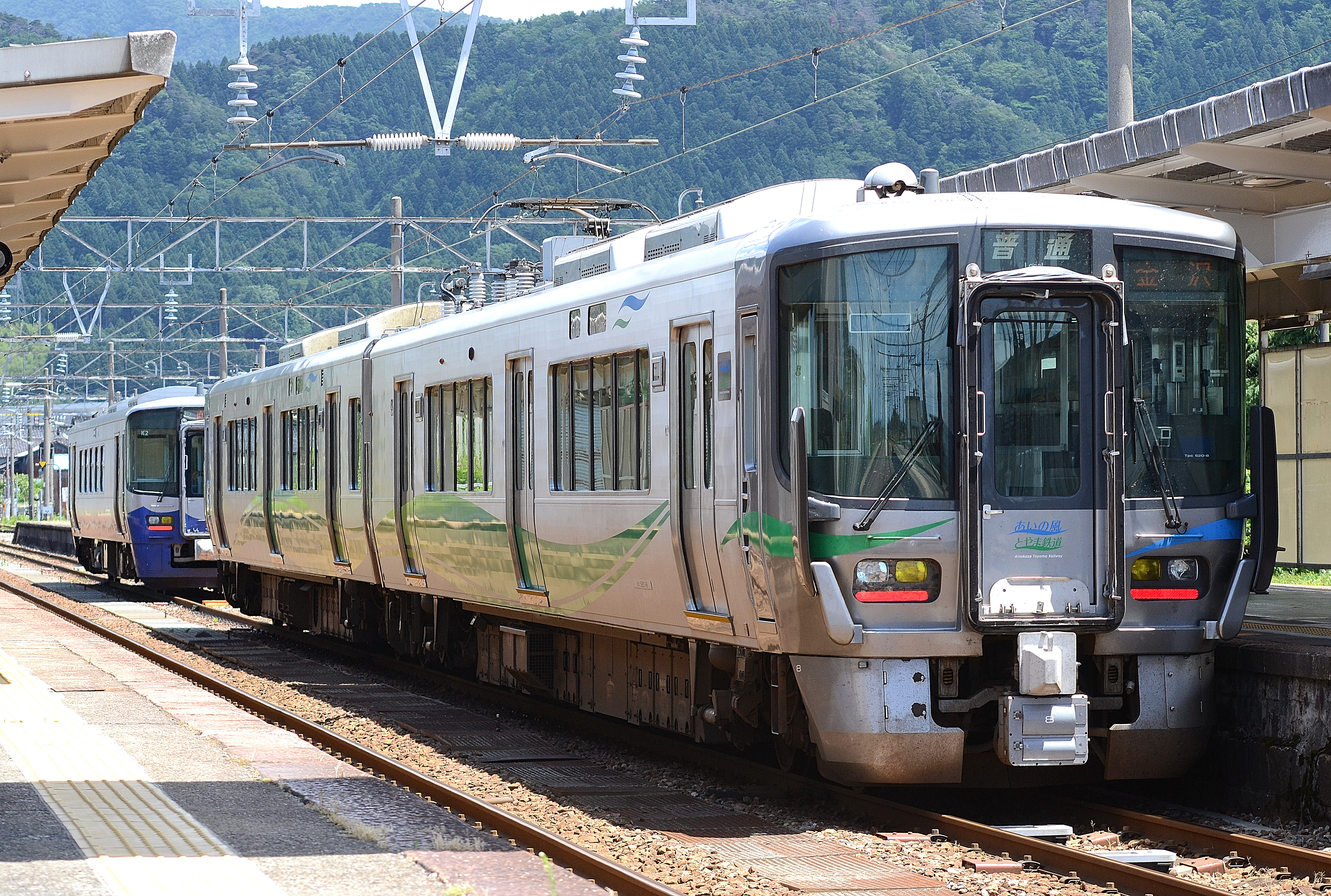
同時停泊在2號月台的愛之風富山鐵道列車（前）及越後心動鐵道列車（後）。（2015年6月）

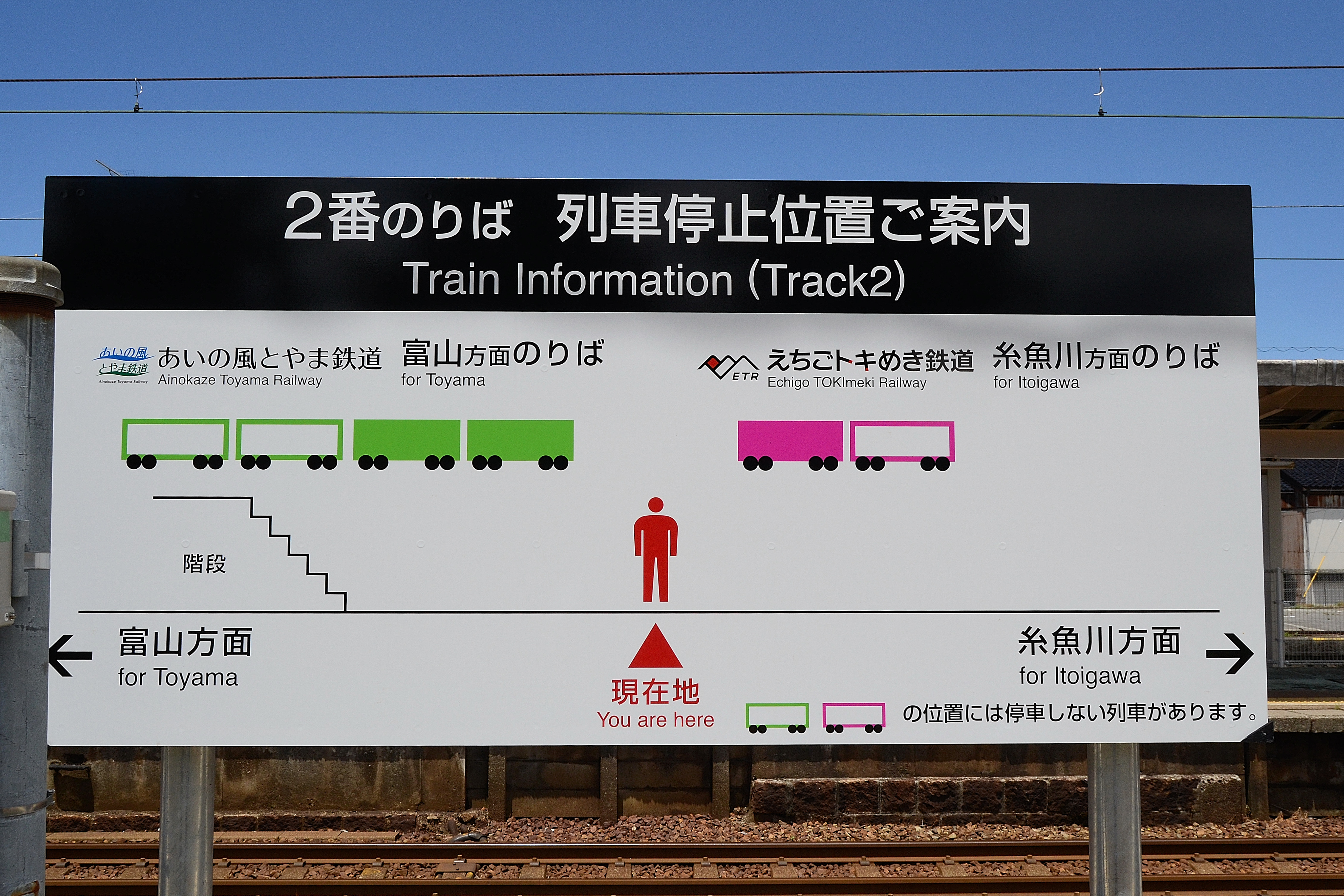
2號月台上有關同月台轉換的指示牌。（2015年6月）

設有側式月台及島式月台各1座，共提供2線3面的配置。在JR西日本時代，1、3號月台均為下、上行的主發車站；2號月台則只在避車或區間車起訖時使用，2015年3月14日起，因應行車區間的轉變，以及方便乘客轉換列車，由富山或直江津駛進的列車，全部都進入2號月台，以達到同月台轉換的效果，月台上附有指示看板提示乘客如何轉換。當進行同月台轉換列車時，兩列列車最少需保持15米或以上的距離。而直通IR石川鐵道線的快速列車亦於2號月台停靠，至於直通越後心動鐵道的列車，則安排於1號（下行）及3號（上行）月台開出。
通過閘口後，可直接到達1號月台，至於島式月台，則透過右邊的有蓋行人天橋連接。

### 月台配置
| 月台 | 路線              | 方向 | 目的地                                                           | 備註                         |
| ---- | ----------------- | ---- | ---------------------------------------------------------------- | ---------------------------- |
| 1    | ■愛之風富山鐵道線 | 下行 | 直通■日本海翡翠線至糸魚川方向                                    | 只限富山方向開抵的直通列車   |
| 2    | ■愛之風富山鐵道線 | 下行 | 直通■日本海翡翠線至糸魚川、直江津方向，直通■妙高躍馬線至新井方向 | 始發列車                     |
| 2    | ■愛之風富山鐵道線 | 上行 | 富山、高岡 、直通■IR石川鐵道線至金澤方向                         | 始發列車                     |
| 3    | ■愛之風富山鐵道線 | 上行 | 富山、高岡 、直通■IR石川鐵道線至金澤方向                         | 只限糸魚川方向開抵的直通列車 |

## 歷史

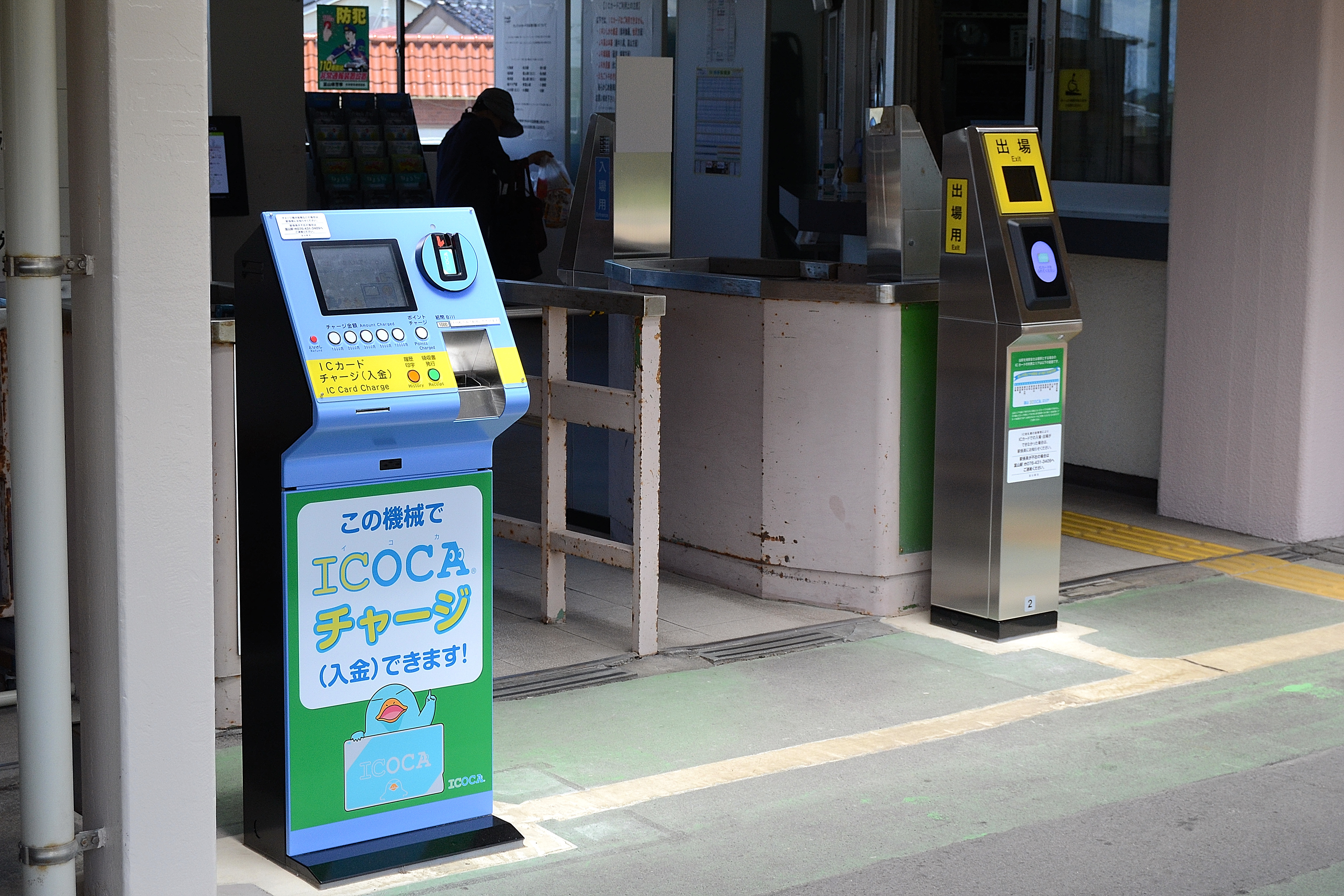
設置於閘口（月台側）的簡易ICOCA感應器（右）及精算機（左）。

- 1910年4月16日：日本國有鐵道北陸本線魚津站～本站延伸，開業並作為總站。
- 1912年10月15日：北陸本線伸延至青海站，改為中途站。
- 1972年10月2日：停止貨物提取服務、日東紡織（日语：日東紡績）專用線也停用。
- 1973年：第2代站舍開始使用（即現時站舍）。
- 1985年3月14日：停止手提行李提取服務。
- 1987年4月1日：國鐵分割民營化，成為西日本旅客鐵道（JR西日本）車站。
- 2001年：站舍進行翻新及裝修工程。
- 2015年：

- 3月14日：北陸新幹線開業，改交由愛之風富山鐵道接管。
- 3月26日：開始可使用ICOCA，加設增值機及在櫃位發售新卡。

- 2018年3月17日：增設1班由本站開、經直江津站轉入妙高躍馬線的新井站，是轉換經營權後，首次有連接愛之風富山鐵道線和妙高躍馬線之間的直通列車[8][9]，但使用的仍是後心動鐵道的2輛編成氣動車。
- 2022年3月12日：因應新富山口站開業，車站編號由「19」改為「20」。

## 使用情況
| 年度   | 1日平均乗車人數 |
| ------ | --------------- |
| 2004年 | 833             |
| 2005年 | 793             |
| 2006年 | 779             |
| 2007年 | 745             |
| 2008年 | 759             |
| 2009年 | 723             |
| 2010年 | 731             |
| 2011年 | 743             |
| 2012年 | 737             |
| 2013年 | 746             |

## 相鄰車站
愛之風富山鐵道
■愛之風富山鐵道線
快速「愛之風Liner」
入善 (19) - 泊 (20)
■普通（只限2班越中宮崎方向來回的自社列車）
入善 (19) －泊 (20) －越中宮崎 (21)
直通■日本海翡翠線（此站起直通）
泊 (20) －越中宮崎 (21)

## 外部連結
- 愛之風富山鐵道泊站公式網頁 （页面存档备份，存于） （日語）